# Omophron amandae
Omophron (Omophron) amandae – gatunek chrząszcza z rodziny biegaczowatych, podrodziny Omophroninae i plemienia Omophronini.

## Taksonomia
Gatunek został opisany w 2010 roku przez Uldisa Valainisa na podstawie 4 okazów: 2 samców i 2 samic. Jest trzecim z kolei opisanym endemicznym owalnikiem (Omophron) Madagaskaru i 20 z kolei znanym z krainy paleotropikalnej.

## Opis
Gatunek przeciętnych rozmiarów owalnika. Ciało owalne i wypukłe. Ciemnozielony wzór z tyłu i po bokach głowy oraz na środku przedplecza i pokryw z metalicznym zabarwieniem. Odnóża, czułki i epipleury ciemnobrązowe. Spód ciała i żuwaczki ciemnożółto-pomarańczowe. Głowa punktowana. Powierzchnia wokół oczu pomarszczona. Nadustek delikatnie pomarszczony z dwiema szczecinkami.  Przedplecze umiarkowanie wypukłe, poprzeczne o krawędzi u podstawy podwójnie falistej, a po bokach lekko zaokrąglonej, grubo punktowane. Pokrywy umiarkowanie wypukłe, owalne o bokach silnie rozszerzonych za barkami. Na pokrywach 15 rzędów (striae) zaczynających się u podstawy (przednia część pokryw) i ciągnących za ⅓ ich długości, gdzie zanikają. Rzędy głębokie i wyraźnie punktowane. Międzyrzędy umiarkowanie wypukłe i gładkie. Przedpiersie i zapiersie nieregularnie punktowane. Od podobnego Omophron madagascariense różni się m.in. 15, a nie 14 rzędami na pokrywach i bardziej spiczastymi wierzchołkowymi kątami przedplecza.

## Występowanie
Gatunek ten jest endemitem Madagaskaru.